# Torill Fjeldstad
Torill Fjeldstad, norveška alpska smučarka, * 22. februar 1958, Bærum, Norveška.
Nastopila je na olimpijskih igrah 1976 in 1980, kjer je najboljšo uvrstitev dosegla s sedmim mestom v smuku. V dveh ločenih nastopih na svetovnih prvenstvih je dosegla četrto mesto v smuku in osmo v kombinaciji. V svetovnem pokalu je tekmovala osem sezon med letoma 1975 in 1982 ter dosegla štiri uvrstitve na stopničke, tri v smuku in eno v slalomu. V skupnem seštevku svetovnega pokala je bila najvišje na dvajsetem mestu leta 1981, ko je bila tudi peta v smukaškem seštevku, leta 1980 pa je bila peta v kombinacijskem seštevku.